# Tương Hồng kỳ
Tương Hồng kỳ (tiếng Mãn: ᡴᡠᠪᡠᡥᡝ
ᡶᡠᠯᡤᡳᠶᠠᠨ

Tương Hồng kỳ

ᡤᡡᠰᠠ, Möllendorff: kubuhe fulgiyan gūsa, Abkai: kubuhe fulgiyan gvsa, tiếng Trung: 鑲紅旗; tiếng Anh: Bordered Red Banner), là một kỳ trong chế độ Bát Kỳ của Thanh triều, lấy cờ sắc đỏ viền trắng làm tên gọi và được thống lĩnh bởi Kỳ chủ, cùng với Chính Hồng kỳ, Tương Bạch kỳ, Chính Lam kỳ và Tương Lam kỳ tịnh xưng Hạ Ngũ kỳ.

## Giản lược
Khoảng những năm 1601, Nỗ Nhĩ Cáp Xích dựa theo chế độ "Mãnh an mưu" của người Nữ Chân, quy định ra Biên chế cơ bản cho Bát kỳ, sau đó lại đặt ra 4 Kỳ phân biệt theo màu cờ hiệu là Hoàng (Suwayan), Bạch (Sanggiyan), Hồng (Fulgiyan), Lam (Lamun). Hồng kỳ được giao cho Đại Thiện - con trai thứ hai của Nỗ Nhĩ Cáp Xích.
Về sau, khi thống nhất hoàn toàn các bộ lạc Nữ Chân, Nỗ Nhĩ Cáp Xích tổ chức tăng thêm bốn kỳ nữa. Các kỳ cũ được thêm danh xưng Chính (Gulu, không có viền), còn các kỳ mới có thêm màu viền trên cờ hiệu là có thêm danh xưng Tương (Kubuhe, có viền), gọi là Tương Hoàng kỳ, Tương Lam kỳ, Tương Bạch kỳ, Tương Hồng kỳ. Đại Thiện tiếp tục nắm giữ hai Hồng kỳ.
Cuối những năm Thiên Mệnh, bởi vì xích mích không thể hòa giải giữa Đại Thiện và 2 con trai Nhạc Thác Thạc Thác, Nỗ Nhĩ Cáp Xích cực kỳ phẫn nộ, đã đem Tương Hồng kỳ giao cho Nhạc Thác để giảm đi thế lực của Đại Thiện, đồng thời lệnh cho hai anh em phân nhà với Đại Thiện. Từ đây cho đến khi nhà Thanh sụp đổ, Tương Hồng kỳ vẫn do Khắc Cần vương phủ - hậu duệ của Nhạc Thác nắm giữ. Kể cả về sau Trang Thân vương trở thành một Lĩnh chủ cũng không thể lung lay địa vị của Khắc Cần vương phủ. Hai Hồng kỳ có thể xem là ít biến động nhất trong Bát kỳ, bởi Đại Thiện vốn là đích tử của Nỗ Nhĩ Cáp Xích do nguyên phối sinh ra, sau khi Chử Anh mất đi tư cách kế vị bị bức tử, Đại Thiện trở thành người có bối phận cao nhất trong các dòng Tông thất trực hệ Hoàng Đế, bối phận vốn dĩ cao hơn cả Hoàng Thái Cực và Đa Nhĩ Cổn nên cả hai đều không công khai động đến hai Hồng kỳ.

## Thông tin
| Binh lực                                     | Tổng nhân khẩu | Kỳ chủ              | Lĩnh chủ         |
| -------------------------------------------- | -------------- | ------------------- | ---------------- |
| 86 Tá lĩnh, binh lực ước chừng 36,000 tả hữu | Khoảng 230,000 | Khắc Cần Quận vương | Trang Thân vương |

## Danh nhân thuộc Tương Hồng kỳ
- Khác Thuận Hoàng quý phi
- Ôn Tĩnh Hoàng quý phi
- Dĩnh Quý phi